# Ольгополь (Винницкая область)

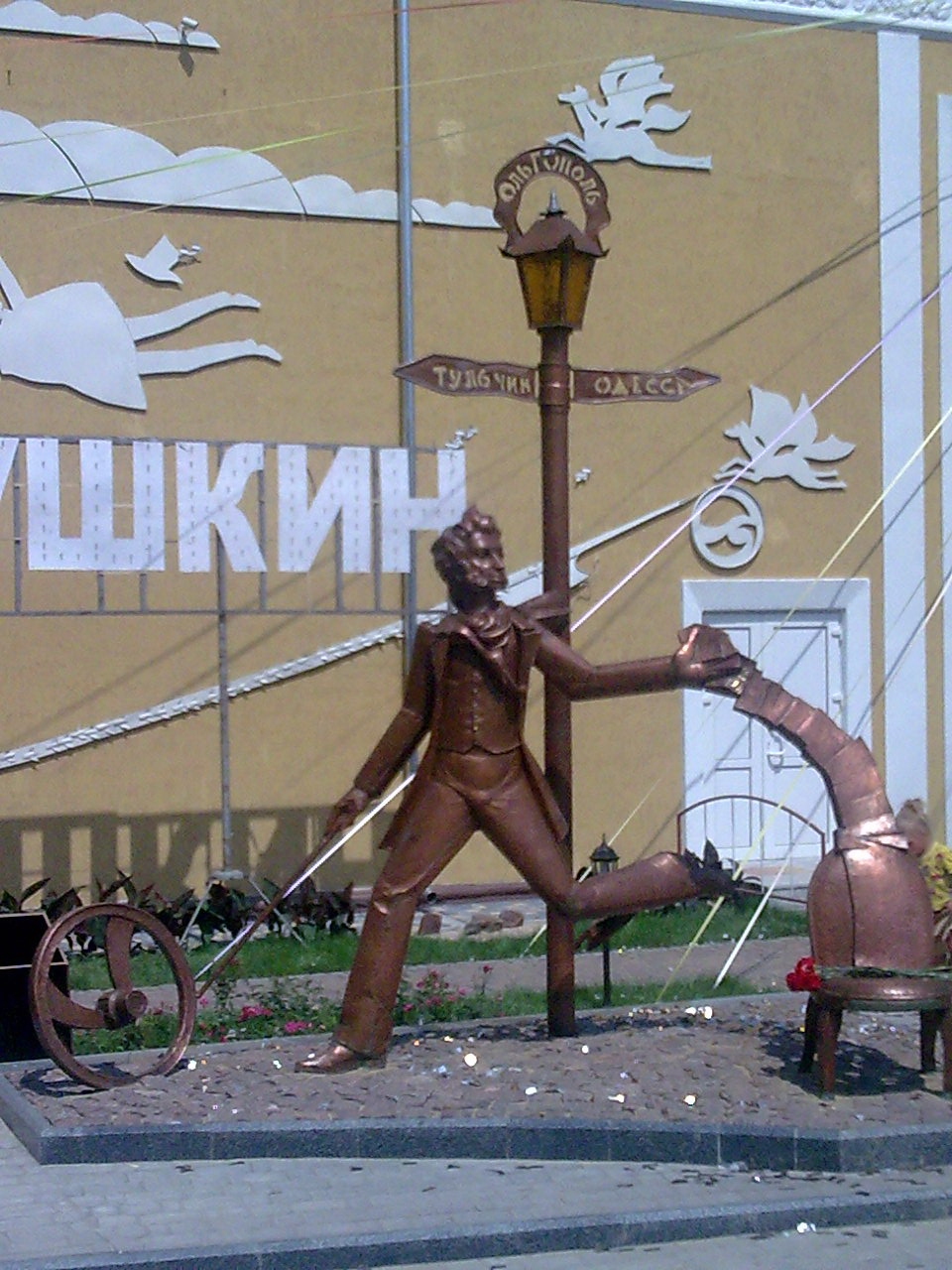
Памятник Пушкину

Ольго́поль (укр. Ольгопіль) — село в Гайсинском районе Винницкой области Украины, центр Ольгопольской сельской рады.

## История
Основано как селение Роги́зка в XVIII веке. С 1780 по 1795 год село называлось Рогизка-чечельницкая, известно также как и Рогизка-Чечельницкое.

### В Российской империи
С 1795 года в Российской империи. В 1795 году императрица Екатерина II переименовала село в Ольгополь, в честь великой княжны Ольги Павловны.
В 1812 году селение было преобразовано в уездный город Ольгополь — центр Ольгопольского уезда Подольской губернии.
К 1 января 1896 года жителей в городе было 10322 (4948 мужчин и 6374 женщины), из них православных — 5477, евреев — 3820, раскольников — 222, протестантов — 90, католиков — 645 и других исповеданий — 68. В городе имелись церковь православная, синагога, еврейских молитвенных домов — 2, двухклассное городское училище, больниц — 2. Промышленное производство включало в себя винокуренный завод, 13 ветряных мельниц и 1 водяная, пивоваренный завод, 2 кирпичных завода. Главный предмет торговли — хлеб. Жилых домов в городе 1009; из них 4 каменных. Еженедельно проводились базары и торжки. Имелись 2 сберегательные кассы (при казначействе и почтово-телеграфной конторе), типография, фотография.

### В Советском Союзе
C 30 декабря 1922 по 24 августа 1991 года Ольгополь — в составе Украинской Советской Социалистической Республики Союза Советских Социалистических Республик, центр Ольгопольского уезда Подольской губернии. В 1923 году Ольгополь был лишён статуса города, однако остался административным центром Ольгопольского района в составе сначала Тульчинского округа, затем (с 1930 по 1957 год) — Винницкой области.
В 30-х годах в Ольгополе была МТС, действовала школа механизации сельского хозяйства, преобразованная в 50-х годах в сельскохозяйственное профтехучилище.
День села отмечают 19 сентября.

## Известные жители и уроженцы
- Гельфанд, Израиль Моисеевич — математик
- Пеллер, Владимир Израйлевич — Герой Социалистического Труда, полный Кавалер ордена Славы
- Половинка, Наталья Ефимовна — певица и музыкальный педагог
- Селивановский, Алексей Павлович (1900—1938) — литературный критик, журналист, редактор